# Winterhilfe Schweiz

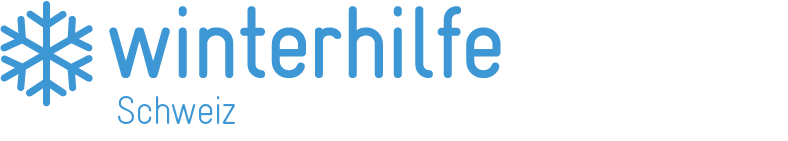
Logo Winterhilfe Schweiz

Der Verein Winterhilfe Schweiz ist ein ZEWO-anerkanntes Schweizer Inlandhilfswerk. Die «Schweizerische Winterhilfe für Arbeitslose» – wie sie damals hiess – wurde von namhaften Persönlichkeiten aus Politik und Wirtschaft 1936 ins Leben gerufen. Sie sollte den Notleidenden infolge Mangels an Arbeits- oder Verdienstmöglichkeiten beistehen und ihnen helfen, den harten Winter besser zu überstehen.

## Aufgaben und Struktur
War die Winterhilfe 1936 ins Leben gerufen worden, um den minderbemittelten Mitmenschen das Überleben in düsteren Zeiten zu sichern, so hat sich die Aufgabe des Hilfswerkes im Laufe der Jahrzehnte verschoben. Es geht heute (Stand 2021) selten ums nackte Überleben; der Bürger ist gegenüber Risiken des Berufes, des Alters und der Krankheit durch obligatorische Versicherungen abgesichert. Es existiert aber nach wie vor eine grosse Bevölkerungsgruppe, die unterhalb oder knapp an der Armuts- und Existenzgrenze leben muss. Diese Armut ist oft nicht sichtbar. 2019 hat die Winterhilfe ihren Slogan erneuert: Winterhilfe – weil Armut in der Schweiz oft unsichtbar ist.
Das Hilfswerk ist dezentral organisiert: rund 350 teilweise ehrenamtlich tätige Helfer in 27 Kantonalorganisationen stellen in Zusammenarbeit mit sozialen Fachstellen eine rasche und zielgerichtete Hilfe sicher. Sie werden in ihrer Arbeit unterstützt durch das Zentralsekretariat der Winterhilfe Schweiz, welches zudem für gesamtschweizerische Hilfsaktionen verantwortlich ist.

### Unterstützungstätigkeit
Die Winterhilfe hat im Geschäftsjahr 2019/2020 mit einem Projektaufwand von 5,86 Mio. CHF 17'138 Gesuche bearbeitet und 41'301 Menschen unterstützt (19'701 Erwachsene/21'600 Kinder). Aus den Corona-Fonds haben 6'590 Personen in 1'749 Haushalten Leistungen in Höhe von 1,4 Mio. Franken erhalten.
Die Winterhilfe greift da ein, wo die öffentlichen Hilfeleistungen nicht beansprucht werden können oder nicht ausreichen. Niemals übernimmt sie Aufgaben der öffentlichen Hand. Das Vorgehen und die Voraussetzungen für den Bezug von Hilfeleistungen sind in den Richtlinien für die Unterstützungstätigkeit der Winterhilfe geregelt.
Hilfesuchenden Einzelpersonen und Familien bietet die Winterhilfe punktuelle Unterstützung mittels;
- Finanzielle Beiträge und Übernahme dringender Rechnungen
- Einkaufsgutscheine für Güter des täglichen Bedarfs und Bezugsausweise für Lebensmittel
- Sachleistungen wie Betten, Kleider, Schuhe, Schultheke für Kinder
- Beiträge an Freizeitkurse von Kindern und Jugendlichen (Programm aufgebaut 2012 in Zusammenarbeit mit der Roger Federer Foundation)
- Vermittlung von Reka-Gratisferien an Familien und Alleinerziehende
- Beratung und Information über weitergehende Hilfsmöglichkeiten
- Leistungen für wirtschaftlich Betroffene von COVID-19 (Lebensmittelgutscheine, Betreuungskosten von Kindern, sichtige Rechnungen)

## Geschichte

### Gründung und erste Jahre

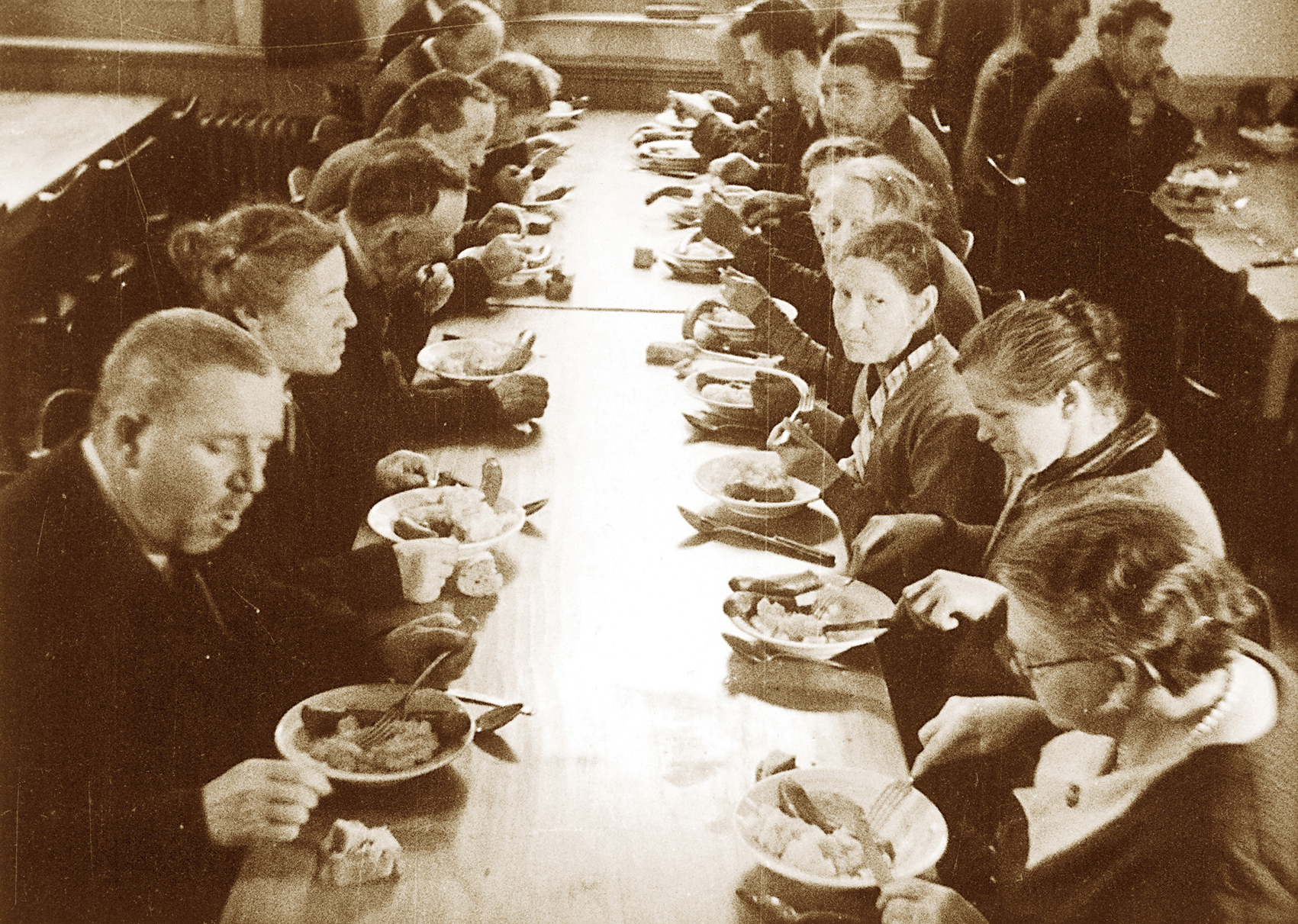
In den Dreissiger- und Vierzigerjahren gründete und unterstützte die Winterhilfe allerorts Suppenküchen, in denen Notleidende ausgewogene Ernährung erhielten.

Die Folgen der Weltwirtschaftskrise erreichten in der Schweiz ihren Höhepunkt im Winter 1935/36. Über 100'000 meistens kräftige, gesunde Menschen waren arbeitslos. Diese wirtschaftlich für die arbeitende Bevölkerung dramatische Lage veranlasste den Bund, die damals bereits bestehende Arbeitslosenkasse auszubauen. Allerdings waren die Leistungen der Kasse nicht gesamtschweizerisch geregelt, sondern wurden regional, teilweise sogar auf Gemeindeebene mit grossen Unterschieden gehandhabt. Um all denjenigen in der Not beistehen zu können, die entweder ausgesteuert waren oder keine Arbeitslosenhilfe erhielten, richtete das Bundesamt für Industrie, Gewerbe und Arbeit zusätzlich eine Krisenhilfe ein.
Besonders in den Wintermonaten machte sich finanzielle Notlage bemerkbar, wenn zusätzliche Aufwendungen für Heizmaterial, feste Schuhe, Winterbekleidung oder teureres Gemüse und Obst anfielen. Dabei ging es für die betroffenen Menschen tatsächlich ums Überleben: die Gefahr, sie könnten erfrieren oder verhungern war gross, ebenso die Möglichkeit, durch mangelhafte Ernährung bleibende Schäden zu erhalten. Bei Bund, Kantonen und Fürsorgestellen war man sich einig, dass eine «umfassende Aktion zur Unterstützung der Opfer der Wirtschaftskrise» dringend notwendig sei. Namhafte Persönlichkeiten aus Wirtschaft, Industrie und Politik gründeten die «Schweizerische Winterhilfe für Arbeitslose»; an ihrer ersten Sammlung beteiligten sich mit Ausnahme des Welschlandes alle Regionen. Als ein beispielloses Zeichen für die Solidarität der Bevölkerung untereinander ergab sie ein für die damaligen Verhältnisse grossartiges Ergebnis von rund 1,1 Mio. Franken. Damit konnte vielen notleidenden Familien und vor allem älteren Alleinstehenden über den Winter geholfen werden.
Nach Ausbruch des Zweiten Weltkrieges wurde die Sammlung mit der Schweizerischen Kriegsfürsorge gemeinsam unter der Bezeichnung «Kriegs-Winterhilfe» durchgeführt. Diese Sammlung, die erstmals in allen Kantonen stattfand, brachte 1941 das Rekordergebnis von 3,1 Mio. Franken – die heutigen Sammelergebnisse liegen etwa in derselben Höhe.
Seit 1952 vertreibt die Winterhilfe Birnel.

### Beispiele früherer praktischer Hilfe

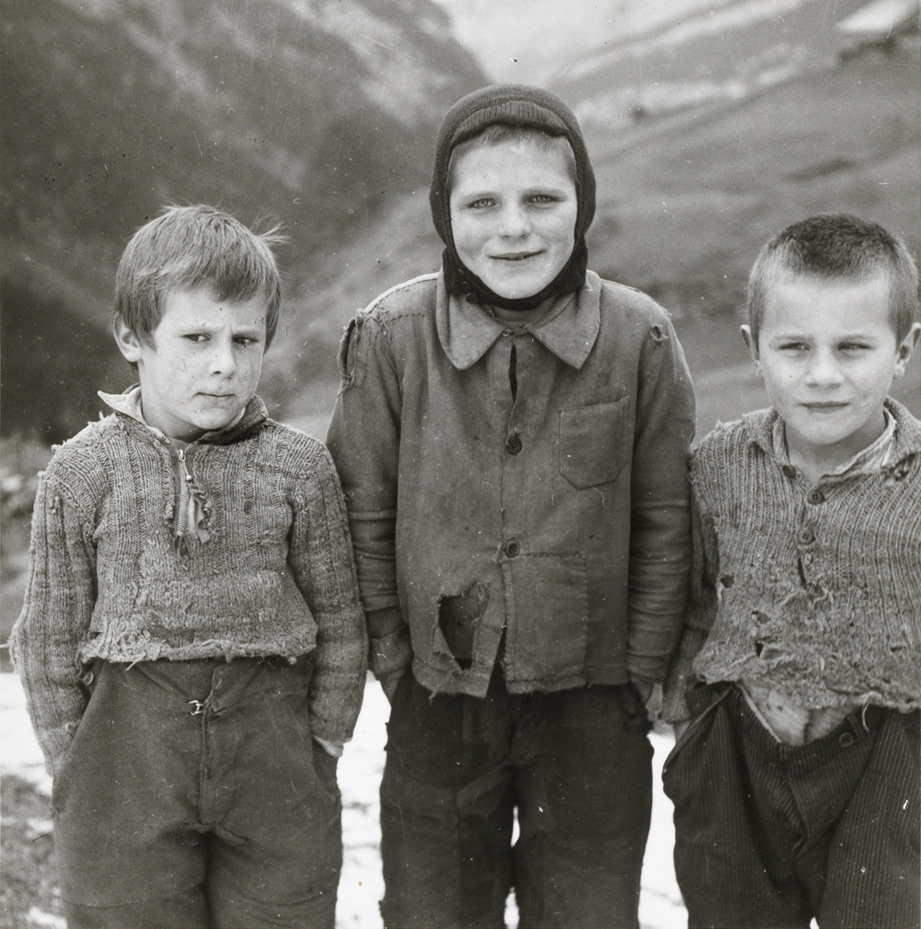
Kinderhilfe 1947

Das Jahresgehalt vieler Familien mit fünf und mehr Kindern betrug in den Jahren 1936 bis 1945 zwischen 1'500 und 2'000 Franken. Mit bemerkenswerter Bescheidenheit und Sparsamkeit lebten sie teils in kärglichsten Verhältnissen, wenn ihnen nur der Gang zur Armenunterstützung (heutiges Sozialamt) erspart blieb; dieser Schritt in die Armengenössigkeit war in ihren Augen das Schwerste und Erniedrigendste. Fiel nun der Verdienst des Vaters aus und waren keine Rücklagen vorhanden, bot die Winterhilfe Unterstützung: Heizmaterial (Kohlen, Holz und Öl) waren ein grosser Posten, ebenso Winterkleider und Stiefel. Da während dieser Zeit vor allem die Stadtbevölkerung unter den zusätzlichen Mühen des Winters zu leiden hatte, berechtigten speziell gedruckte Gutscheine zum Bezug von Brot, Milch, Kartoffeln, Obst, Salz, Zucker, Speiseöl, Brennmaterial und Textilien.
Im Kanton Schwyz ermöglichte die Winterhilfe arbeitslosen Familienvätern den Bezug von Saatkartoffeln zu denselben Bedingungen wie Bergbauern mit Unterstützung von Bund und Kanton. Die Winterhilfe in Basel verteilte pro Jahr über eine Million Kilogramm Kartoffeln und 400'000 Kilogramm Obst und Dörrgemüse. Rund 21'000 Personen kamen in den Genuss dieser Aktion, das waren gut zwölf Prozent der kantonalen Bevölkerung. Zudem erhielten werdende und stillende Mütter gratis Ovomaltine und Sardinen, um den Mineralien- und Fettmangel auszugleichen. Ausserdem wurden ihnen Leintücher und Windeln vermittelt. Im Jura erhielten beispielsweise Milch- und Suppenküchen wesentliche Beiträge. Da die Milchabgabe infolge der Rationierung nicht immer machbar war, wurden bereits damals Vitamintabletten verteilt, um vorwiegend bei Kindern Mangelerscheinungen vorzubeugen. Während des Krieges organisierte das Eidg. Kriegsfürsorgeamt sogenannte Volkstuchaktionen: An die arme Bevölkerung wurden über die Winterhilfe verschiedene Stoffe für Männer- und Knabenhosen, Hemden, Betttücher, Überkleider und Wolldecken gratis oder zu einem sehr geringen Preis verteilt. In erster Linie half die Winterhilfe immer mit Naturalien, wo nötig, wurden auch finanzielle Beiträge gewährt, so etwa für Wohnungsmieten, Brillen oder Umschulungskurse.
Die Winterhilfe stand durch gezielte Hilfsaktionen Opfern von Naturkatastrophen bei, welche z. B. durch Lawinen- oder Hochwasserschäden in eine existenzielle Notlage geraten waren. Wenn es die Finanzlage erlaubte, unterstützte die Winterhilfe ausserdem Projekte gemeinnütziger Organisationen, welche den Zielsetzungen der Winterhilfe entsprachen. Dabei ging es um Projekte und Institutionen wie Kinderkrippen, Mütter- und Familienzentren, Frauenhäuser usw.

### Winterhilfe-Kleiderstuben

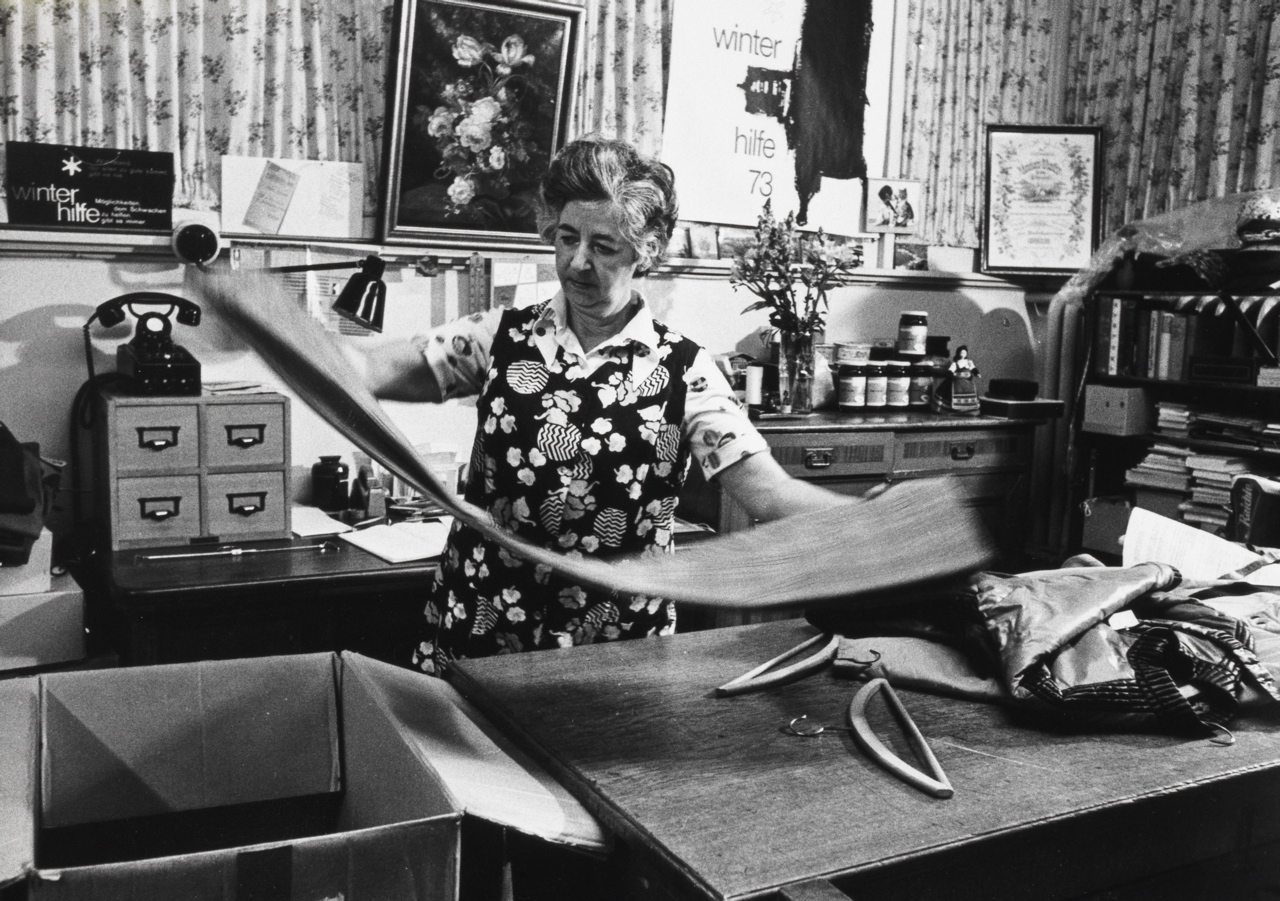
Winterhilfe-Kleiderstube in den 70er-Jahren.

In Zürich richtete die Stiftung 1937 die erste Kleiderstube ein: innerhalb des ersten Jahres wurden an 8'230 Menschen insgesamt 44'396 Bekleidungsstücke abgegeben. Im Laufe der Jahre wurden in den meisten Kantonen die Kleiderstuben eine feste Institution der Winterhilfe, ebenso wie ihre traditionellen Kleidersammlungen. In den Kleiderstuben wurde auch genäht und geflickt, und es wurden Nähkurse abgehalten. Den Kleinbäuerinnen in Berner Oberland standen sogenannte Flick- und Störschneiderinnen während maximal zehn Tagen zur Verfügung. Sie änderten die meistens aus dem Unterland kommenden Wäsche- und Kleidungsstücke auf die Bedürfnisse der Landbevölkerung um und halfen allgemein beim Flicken und Herstellen von Arbeitskleidern. In Weiterführung dieser Tradition veranstaltete die Kleiderstube in Basel bis 1999 noch Nähabende, in denen Mütter ihre Kleider umarbeiten und erneuern konnten. Als die Leiterin der Basler Kleiderstube in Pension ging, musste diese Dienstleistung aufgegeben werden. In Zürich schloss die letzte Kleiderstube Ende 2000.